# جورج برنارد هاريس
جورج برنارد هاريس (بالإنجليزية: George Bernard Harris) هو محامي وقاضي أمريكي، ولد في 16 أغسطس 1901، وتوفي في 18 أكتوبر 1983.